# Episinus ocreatus
Episinus ocreatus är en spindelart som först beskrevs av Simon 1909.  Episinus ocreatus ingår i släktet Episinus och familjen klotspindlar.
Artens utbredningsområde är Vietnam. Inga underarter finns listade i Catalogue of Life.